# Sebastian Schonlau
Sebastian Schonlau (Warburg, 5 augustus 1994) is een Duitse voetballer die doorgaans als centrale verdediger speelt. In 2015 maakte hij zijn debuut in het betaalde voetbal namens SC Paderborn in de 2. Bundesliga. In mei 2021 zette hij een volgende stap in zijn carrière met een transfer naar Hamburger SV.

## Clubloopbaan

### Jeugd
Schonlau begon op achtjarige leeftijd met voetballen bij SF Warburg. In 2007 maakte hij de overstap naar de jeugdopleiding van SC Paderborn. Vanwege zijn geringe lengte en postuur werd hij destijds niet toegelaten tot de bovenbouw, waarop hij terugkeerde naar SF Warburg. Twee jaar later, inmiddels fysiek gegroeid, keerde hij terug naar SC Paderborn. Daar stroomde hij in bij de onder-19 en werd hij in die periode tweemaal als wisselspeler opgenomen in de selectie van het eerste elftal.

### SC Paderborn
Aan het einde van het seizoen 2012/13 werd Schonlau tweemaal als wisselspeler opgenomen in de wedstrijdselectie van SC Paderborn, voor de duels tegen Dynamo Dresden en MSV Duisburg. In beide wedstrijden bleef hij echter op de bank. In de zomer van 2013 tekende hij zijn eerste profcontract, dat hem tot medio 2015 aan de club verbond. In het seizoen 2013/14 speelde hij onder trainer André Breitenreiter voornamelijk in het tweede elftal, waar hij nauwelijks speelminuten kreeg. Desondanks werd zijn contract in juni 2014 met één jaar verlengd tot de zomer van 2016. Om meer ervaring op te doen werd hij voor het seizoen 2014/15 verhuurd aan SC Verl. Na zijn terugkeer verlengde SC Paderborn in oktober 2015 zijn contract met twee jaar tot medio 2018.
Op 2 augustus 2015 maakte Schonlau zijn debuut in het eerste elftal van SC Paderborn tijdens de uitwedstrijd tegen Fortuna Düsseldorf. Hij viel 15 minuten voor tijd in voor Mahir Sağlık. Hoewel hij dat seizoen nog zeven keer speelde, wist hij zich niet definitief in het team te spelen. Paderborn eindigde dat seizoen op de 18e plaats en degradeerde daarmee van de 2. Bundesliga naar de 3. Liga. In het seizoen 2016/17 brak Schonlau door nadat trainer Steffen Baumgart hem als verdediger inzette in plaats van op het middenveld. Op deze positie werd hij een vaste waarde en speelde vrijwel alle wedstrijden mee. Op 6 augustus 2016 scoorde hij zijn eerste doelpunt in het betaalde voetbal tijdens de met 3-1 gewonnen thuiswedstrijd tegen 1. FSV Mainz 05 . Paderborn eindigde dat seizoen opnieuw op de 18e plaats, maar degradeerde niet omdat TSV 1860 München  geen licentie kreeg vanwege financiële problemen.
In het seizoen 2017/18 speelde Schonlau een belangrijke rol in de promotie van SC Paderborn naar de 2. Bundesliga. Hij miste slechts drie van de zesendertig competitiewedstrijden. Eén van deze afwezigheden was het gevolg van zijn eerste rode kaart in het betaalde voetbal, die hij ontving tijdens de thuiswedstrijd tegen Rot-Weiß Erfurt. Scheidsrechter Bibiana Steinhaus stuurde hem in de 64e minuut van het veld. Het seizoen 2018/19 vertoonde een vergelijkbaar patroon. Schonlau miste vanwege een schorsing na zijn vijfde gele kaart slechts één wedstrijd. Met een tweede plaats achter kampioen 1. FC Köln promoveerde Paderborn voor de derde keer op rij, ditmaal naar de Bundesliga.
Wegens een peesblessure miste Schonlau het begin van het seizoen 2019/20. Op 5 oktober, tijdens de zevende competitieronde, maakte hij zijn debuut op het hoogste Duitse niveau in de thuiswedstrijd tegen  1. FSV Mainz 05. Drie weken later, op 26 oktober, scoorde hij zijn eerste doelpunt in de Bundesliga tijdens de met 2-0 gewonnen thuiswedstrijd tegen Fortuna Düsseldorf. In de 64e minuut rondde hij een voorzet van Kai Pröger af voor het tweede doelpunt. Zijn verblijf in de Bundesliga was echter van korte duur, aangezien SC Paderborn op de 18e plaats eindigde en degradeerde naar de 2. Bundesliga. In het seizoen 2020/21 benoemde trainer Steffen Baumgart Schonlau tot aanvoerder. Ook nu speelde hij bijna alle wedstrijden, met uitzondering van twee wedstrijden waarin hij ontbrak. Op 23 mei 2021 speelde Schonlau tegen Würzburger Kickers zijn 176e en laatste wedstrijd voor SC Paderborn, waarna hij de overstap maakte naar Hamburger SV.

#### Verhuur aan SC Verl
Op 15 augustus 2014 maakte Schonlau zijn officiële debuut voor SC Verl als defensieve middenvelder in de Regionalliga West, tijdens de thuiswedstrijd tegen Borussia Mönchengladbach II. In de eerste seizoenshelft werd zijn ontwikkeling geremd door meerdere kleine blessures, waardoor hij geen vaste basisplaats wist te veroveren. Na de winterstop kwam hij vaker in actie, maar groeide desondanks niet uit tot een onmisbare kracht in het team van trainer Andreas Golombek. Na afloop van het seizoen keerde hij terug naar SC Paderborn 07

### Hamburger SV
In mei 2021 maakte Sebastian Schonlau transfervrij de overstap van SC Paderborn naar Hamburger SV, waar hij een contract tot juni 2024 tekende. Onder de nieuwe hoofdtrainer Tim Walter werd hij direct benoemd tot aanvoerder, als opvolger van Tim Leibold. Op 23 juli 2021 debuteerde hij voor Die Rothosen in de met 1–3 gewonnen uitwedstrijd tegen  Schalke 04. In de vierde speelronde, op 22 augustus, maakte hij tijdens de met 2–2 gelijkgespeelde thuiswedstrijd tegen Darmstadt 98 zijn eerste doelpunt voor de club; na een voorzet van Sonny Kittel scoorde hij in de 30e minuut de 1–1. In de zevende speelronde werd hij in de derby tegen Werder Bremen met twee gele kaarten van het veld gestuurd door scheidsrechter Sascha Stegemann. Hierdoor miste hij de daaropvolgende wedstrijd tegen 1. FC Nürnberg, wat tevens de enige wedstrijd van het seizoen was waarin hij ontbrak. Hamburger SV eindigde het seizoen op de derde plaats en speelde promotie-/degradatiewedstrijden tegen Hertha BSC. De heenwedstrijd in Berlijn  werd met 0–1 gewonnen dankzij een doelpunt van Ludovit Reis, maar in de return werd in Hamburg met 0–2 verloren, waardoor promotie uitbleef. In het bekertoernooi bereikte de club de halve finale van de DFB-Pokal, waarin in eigen huis met 1–3 werd verloren van SC Freiburg.
In het seizoen 2022/23 miste Schonlau vier competitiewedstrijden, waarvan drie wegens een schorsing. Twee van deze schorsingen volgden op een rode kaart die hij ontving in de stadsderby tegen FC St. Pauli. In de 28e minuut werd hij door scheidsrechter Deniz Aytekin van het veld gestuurd wegens het neerhalen van een doorgebroken speler. Hamburger SV eindigde dat seizoen als derde, waardoor de ploeg zich plaatste voor de promotie-/degradatieplay-offs tegen VfB Stuttgart. De heenwedstrijd in de MHPArena werd met 3–0 verloren,gevolgd door een 1–3 nederlaag in de return in Hamburg, waardoor promotie naar de Bundesliga uitbleef.
Tijdens de voorbereiding op het seizoen 2023/24 liep Sebastian Schonlau een kuitblessure op, wat grote gevolgen had voor zijn inzetbaarheid gedurende het seizoen. Hij maakte tweemaal een te vroege rentree, wat beide keren leidde tot een terugslag. Zijn eerste poging vond plaats in de vijfde speelronde, tijdens de thuiswedstrijd tegen Hansa Rostock. In deze periode verlengde hij zijn contract bij Hamburger SV tot medio 2026. Op 9 december volgde een tweede rentree tijdens de thuiswedstrijd tegen SC Paderborn,maar ook deze poging bleek te vroeg. Pas op 25 februari wist hij definitief zijn comeback te maken in de thuiswedstrijd tegen SV Elversberg. In zijn afwezigheid werd trainer Tim Walter vanwege tegenvallende resultaten ontslagen en opgevolgd door Steffen Baumgart, met wie Schonlau eerder samenwerkte bij SC Paderborn. Onder zijn voormalige trainer keerde hij terug in de basis en behield die positie de rest van het seizoen. Hamburger SV eindigde uiteindelijk op de vierde plaats en miste daarmee voor het zesde opeenvolgende seizoen promotie naar de Bundesliga.
In zijn vijfde seizoen bij Hamburger SV (2024/25) was Schonlau opnieuw aanvoerder en vormde hij samen met Dennis Hadžikadunić en Miro Muheim  het hart van de verdediging. In de eerste seizoenshelft werd hij tweemaal van het veld gestuurd. In de derde speelronde kreeg hij tijdens de uitwedstrijd tegen Hannover 96 twee gele kaarten van scheidsrechter Patrick Alt , waardoor hij in de 93e minuut met rood van het veld moest. In de negende speelronde ontving hij in de thuiswedstrijd tegen  1. FC Magdeburg een directe rode kaart van scheidsrechter Sven Jablonski vanwege de noodrem. Als gevolg van deze kaarten miste hij drie wedstrijden. In alle overige duels tot aan de winterstop speelde hij de volledige 90 minuten waarbij hij op 30 oktober tijdens de bekerwedstrijd tegen SC Freiburg zijn 100ste officiële wedstrijd voor HSV speelde. De eerste seizoenshelft verliep onrustig voor de club. Trainer Steffen Baumgart werd eind november ontslagen wegens tegenvallende resultaten, waarna technisch directeur Stefan Kuntz assistent-trainer Merlin Polzin na een korte proefperiode tot hoofdtrainer benoemde. Schonlau moest het trainingskamp in het Turkse Belek tijdens de winterstop aan zich voorbij laten gaan vanwege een hardnekkige infectie. Bij de start van de tweede seizoenshelft bleek de trainerswissel voor Schonlau negatieve gevolgen te hebben. Hij verloor zijn basisplaats en nam regelmatig plaats op de reservebank. Tijdens een invalbeurt in de uitwedstrijd tegen SV Darmstadt 98 ontving hij zijn vijfde gele kaart van het seizoen,waardoor hij geschorst was voor de met 6–1 gewonnen thuiswedstrijd tegen SSV Ulm 1846. In die wedstrijd stelde Hamburger SV de promotie naar de Bundesliga veilig en keerde de club na 2.555 dagen terug op het hoogste niveau.

## Clubstatistieken
| Seizoen                    | Club            | Competitie        | Competitie | Competitie | Beker | Beker | Internationaal | Internationaal | Overig | Overig | Totaal | Totaal |
| Seizoen                    | Club            | Competitie        | Wed.       | Dlp.       | Wed.  | Dlp.  | Wed.           | Dlp.           | Wed.   | Dlp.   | Wed.   | Dlp.   |
| -------------------------- | --------------- | ----------------- | ---------- | ---------- | ----- | ----- | -------------- | -------------- | ------ | ------ | ------ | ------ |
| 2014/15                    | → SC Verl       | Regionalliga West | 25         | 0          | –     | –     | –              | –              | 4      | 3      | 29     | 3      |
| 2015/16                    | SC Paderborn    | 2. Bundesliga     | 8          | 0          | –     | –     | –              | –              | –      | –      | 8      | 0      |
| 2016/17                    | SC Paderborn    | 3. Liga           | 30         | 1          | 1     | 0     | –              | –              | 4      | 0      | 35     | 1      |
| 2017/18                    | SC Paderborn    | 3. Liga           | 35         | 3          | 4     | 0     | –              | –              | 3      | 0      | 42     | 3      |
| 2018/19                    | SC Paderborn    | 2. Bundesliga     | 29         | 1          | 3     | 0     | –              | –              | –      | –      | 32     | 1      |
| 2019/20                    | SC Paderborn    | Bundesliga        | 23         | 2          | 1     | 0     | –              | –              | –      | –      | 24     | 2      |
| 2020/21                    | SC Paderborn    | 2. Bundesliga     | 32         | 1          | 3     | 0     | –              | –              | –      | –      | 35     | 1      |
| 2021/22                    | Hamburger SV    | 2. Bundesliga     | 33         | 4          | 5     | 0     | –              | –              | 2      | 0      | 40     | 4      |
| 2022/23                    | Hamburger SV    | 2. Bundesliga     | 30         | 0          | 1     | 1     | –              | –              | 2      | 0      | 33     | 1      |
| 2023/24                    | Hamburger SV    | 2. Bundesliga     | 16         | 1          | –     | –     | –              | –              | –      | –      | 16     | 1      |
| 2024/25                    | Hamburger SV    | 2. Bundesliga     | 23         | 0          | 2     | 0     | –              | –              | –      | –      | 25     | 0      |
| Carrière totaal            | Carrière totaal | Carrière totaal   | 284        | 13         | 20    | 1     | –              | –              | 15 *   | 3      | 319    | 17     |
| Bijgewerkt tot 25 mei 2025 |                 |                   |            |            |       |       |                |                |        |        |        |        |

* Sebastian Schonlau speelde in het seizoen 2014/15 driemaal in de Westfalenpokal namens SC Verl. In de seizoenen 2016/17 en 2017/18 kwam hij zeven keer uit in hetzelfde toernooi voor SC Paderborn. Tijdens zijn periode bij Hamburger SV kwam hij in zowel het seizoen 2021/22 als 2022/23 in actie in de promotie-/degradatieplay-offs, waarin hij in totaal vier wedstrijden speelde

## Erelijst
| Winnaar Landespokal Westfalen | 2x | 2016/17, 2017/18 |

## Persoonlijk
Schonlau studeerde bedrijfskunde aan de Euro-FH Hamburg. Zijn bijnaam is "Bascho"